# Csilla Molnár
Dans le nom hongrois Molnár Csilla, le nom de famille précède le prénom, mais cet article utilise l’ordre habituel en français Csilla Molnár, où le prénom précède le nom.
Csilla Molnár (née à Kaposvár le 20 janvier 1969 et morte à Fonyód le 10 juillet 1986) est la gagnante du concours Miss Hongrie de 1985. Les conditions de son élection (première édition du concours depuis 50 ans) et sa mort l'année suivante ont durablement marqué le pays.

## Contexte
De 1938 à 1984, pendant la période communiste, le concours Miss Hongrie est interrompu, ainsi que presque tous les concours de beauté. En 1985, le concours reprend avec plus de 2 000 participantes. Le 5 octobre 1985, Csilla Molnár est couronnée à Budapest.

## Biographie

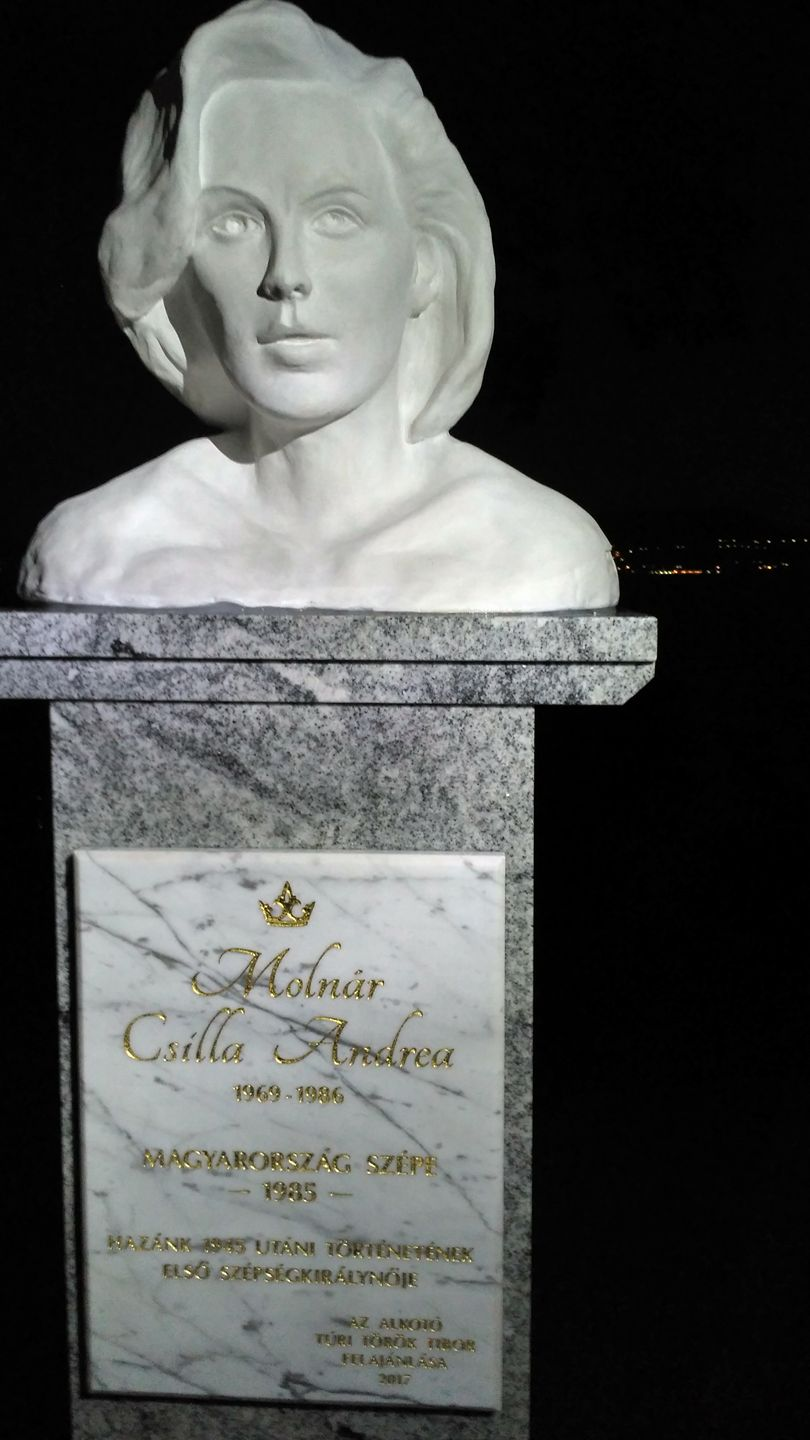
Sculpture de Csilla Molnár par Túri Török Tibor.

Lors de son élection, Csilla Molnár est étudiante à la Fonyódian High School Ladies. Elle a 16 ans et mesure 1,78 m.
L'année d'après, le concours Miss Europe est annulé, mais un concours non officiel a lieu à Malte. Elle y termine deuxième dauphine.
Elle souffre du harcèlement et de la pression médiatique. Lors d'une interview à la radio, elle y exprime sa souffrance : « Je ne sais pas si je peux supporter ça, tout le monde me harcèle. Ils demandent : D'où et de qui as-tu obtenu ces beaux vêtements ? Qui t'a aidé ? Est-ce que ton père ou toi avez des relations spéciales avec le jury ? Et ainsi de suite ».
Le 10 juillet 1986, elle se suicide d'une overdose de lidocaïne,.

## Impact de sa mort
Une conséquence immédiate de sa mort est l'annulation des concours Miss Hongrie. Ils ne reprendront que 3 ans plus tard en 1989.
Un livre est édité en 1987 : (hu) Isten óvd a királynőt! – a felszabadulás utáni első – eddig egyetlen – magyar szépségkirálynő, Molnár Csilla Andrea életének és halálának hiteles dokumentumai (« God Save the Queen! - le premier documentaire authentique sur la vie et la mort de Csilla, première et jusqu'à maintenant unique Reine de beauté hongroise depuis la libération ») par le journaliste Friderikusz Sándor (hu), puis un film nommé Pretty girls ((hu) Szépleányok) , par András Dér et László Hartai.
Son histoire tragique suscite toujours de l'intérêt dans les médias hongrois,,.
Le 20 janvier 2019, pour le cinquantenaire de sa naissance, de nombreux journaux ont rendu hommage à Csilla Molnár,.